# Франсиско Молина
Франсиско Молина (шп. Francisco "Paco" Molina Simón); (Сурија, Каталонија, Шпанија 29. март 1930 — Антофагаста, Чиле 14. новембар 2018) био је шпански и чилеански фудбалер и репрезентативац Чилеа.

## Живот и каријера
Рођен у Сурији, покрајини Барселона у Шпанији, Молина се са породицом преселио у Чиле 1939. године. Заједно са 2.200 избеглица од шпанског грађанског рата са бродом СС Винипег су отишли у Чиле и населили су се у град Валпараисо . Већ 1942. године је добио чилеанско држављанство.
Током 1940 године придружио се младом тиму ФК Сантијаго вондерерс а са напуњених 18. година, 1948. године је пребачен у први тим.

## Достигнућа

### Клуб
Аудакс Италијано
- Прва лига Чилеа у фудбалу: 1957

Универсидад католика
- Прва лига Чилеа у фудбалу: 1961

### Индивидуална достигнућа
| Догађај                                                          | Година |
| ---------------------------------------------------------------- | ------ |
| Најбољи стрелац Првенство Јужне Америке у фудбалу 1953. у Перуу. | 1953   |